# Dionisíaques
|  | Per a altres significats sobre els festivals en honor de Dionís, vegeu «Dionísia». |

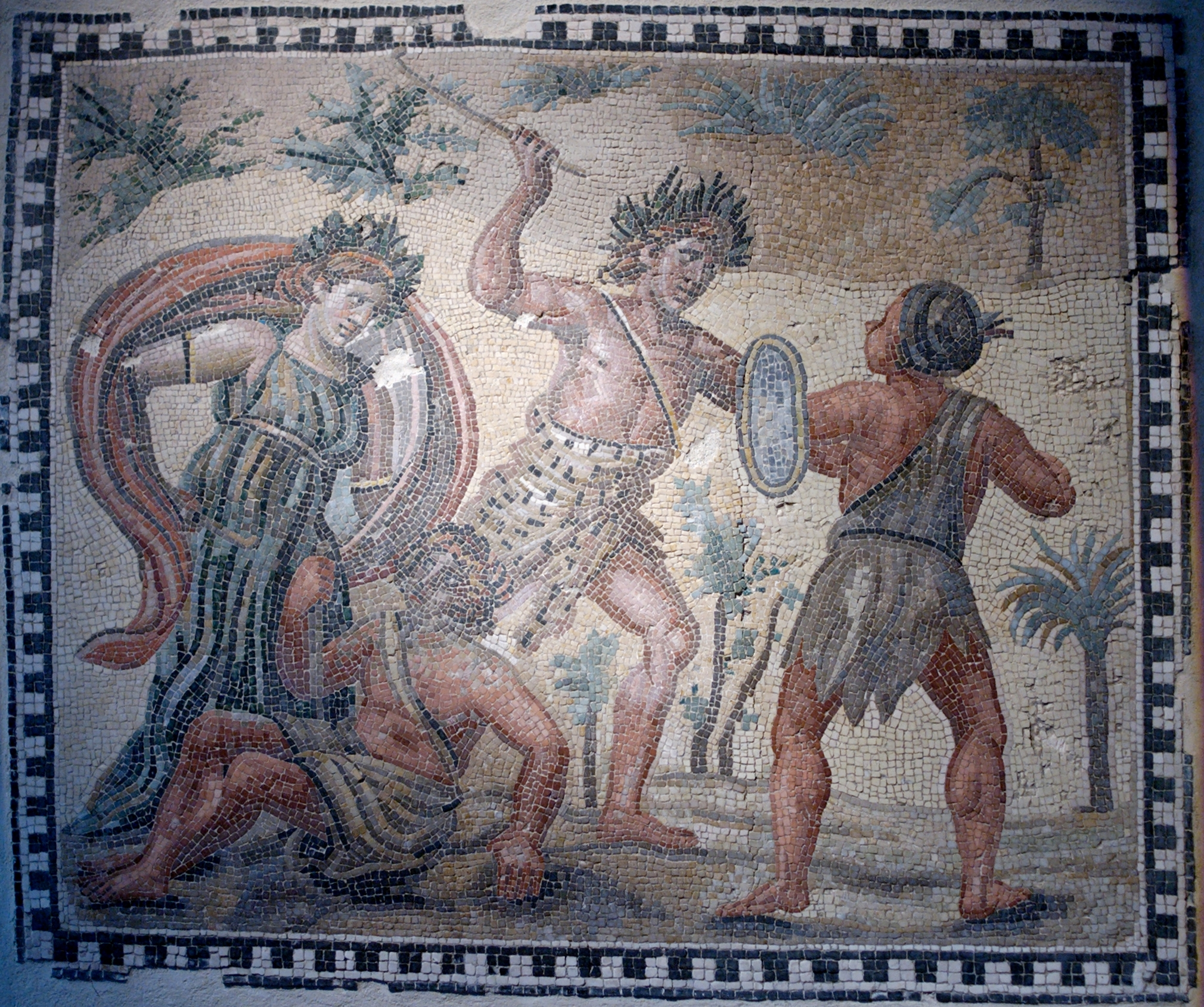
Mosaic romà de Tusculum representant el combat entre Dionís i els indis (primera meitat del segle VI).

Les  Dionisíaques  (en grec antic Διονυσιακά  Dionysiaká , també anomenades Bassàriques, Βασσαρικά  Bassariká ) de l'egipci Nonnos de Panòpolis és el nom d'un poema escrit en hexàmetres dactílics, compost probablement entre 450 i 470, lloant el déu Dionís.

## Composició
Les Dionisíaques consten de 48 cants, una evident al·lusió a Homer, ja que la Ilíada i l'Odissea inclouen 24 cants cadascuna des del període hel·lenístic.
La composició del poema s'ajusta a les normes establertes pel retòric Menandre de Laodicea (finals del segle iii) per a la lloança d'un sobirà:
- Cants I a IV: evocació de la pàtria de Dionís i els seus avantpassats (llegenda de Cadmo);
- Cant V: llegenda de Zagreu, el primer místic de Dionís, que és la reencarnació de Bacus (lligat amb la llegenda egípcia inspirada en el mite d'Osiris);
- Cants VI a VIII: naixement de Dionís;
- Cants IX a XII: infància del déu;
- Cants XIII a XL: guerra de les Índies;
- Cants XLVIII a XLI: retorn del déu, unió amb Aura, de la qual va néixer Iacus, el tercer Dionís.

## Estil
Encara conserva l'hexàmetre dactílic, vers clàssic de l'epopeia homèrica, Nonnos obeeix les normes de versificació establertes pel poeta Cal·límac de Cirene (segle III, aC) A més, es basa en la pronunciació del grec contemporani: l'accent d'intensitat és substituït pel prosòdic.
Com Quint d'Esmirna en les seves  Posthomèriques , Nonnos no dubta a presentar versos i fins i tot episodis complets diverses vegades en el seu treball. De la mateixa manera, li agrada variar els patrons i estils, justificant pel caràcter proteic del déu al que canta. Quan es dirigeix a les muses en el preàmbul, exclama:
| « | Feu sorgir per mi al Proteu de cent cares: que es reveli en la diversitat dels seus aspectes, tan diversos com l'himne és en to. | » |

## Edicions
La primera edició que es va publicar és la de G. Falckenburg, Anvers, 1569, en quart. El 1605 va aparèixer a Hanau una edició en octau, amb una traducció al llatí. Una reimpressió d'aquesta, amb una dissertació del Sr Heinsius i esmenes de Joseph Juste Scaliger, va ser publicada en Leiden (1610, vuitè). Una nova edició, amb un comentari crític i explicatiu, va ser publicada per F. Graefe, Leipzig, 1819-26, en 2 toms, vuitè.
En espanyol hi ha una traducció en quatre toms publicada entre 1995 i 2008, a càrrec de S. Manterola i L. Pinker (vol. 1) i D. Hernández de la Fuente (vols. 2-4).